# Ягодово (област Монтана)
 За другото българско село вижте Ягодово (Област Пловдив).  
Я̀годово е село в Северозападна България. То се намира в община Берковица, област Монтана.

## Редовни събития
Храмовият празник на селската черква се отбелязва тържествено всяка година на 7-ми септември - Рождество на Пресвета Богородица. През 2007 година Видинският митрополит Дометиан присъства на тържеството по случай 100 години от освещаването на черквата.
Съборът на селото е на 21 септември.